# هجوم شرق الحسكة
هجوم شرق الحسكة شنت حملة شرق الحسكة في محافظة الحسكة خلال الحرب الأهلية السورية ووحدات حماية الشعب الكردية والميليشيات المسيحية الآشورية والقوات العربية المتحالفة ضد داعش بقصد إعادة السيطرة على مقاطعة الجزيرة التي استولى عليها داعش. في وقت لاحق شنت القوات المسلحة السورية أيضا هجوما ضد المسلحين الراديكاليين دون التنسيق مع الأكراد.

## الخلفية
في فبراير 2014 تعرضت بلدات وقرى عديدة في الجزء الشرقي من مقاطعة الجزيرة لسيطرة داعش. في 23 يونيو 2014 توسع داعش في تل براك والمنطقة المحيطة بها وكذلك في الضواحي الشرقية لمدينة الحسكة. في مطلع أكتوبر 2014 شن داعش هجوما هائلا وسيطر على أكثر من 200 قرية في مقاطعة الجزيرة الشرقية وقامت حملات لاحقة بتوسيع سيطرة داعش في المنطقة في ديسمبر 2014. في منتصف ديسمبر اشتبك الجيش السوري ووحدات حماية الشعب مع قوات داعش في جنوب القامشلي واستولوا على عدد من القرى إلا أن داعش استجاب لهجوم مضاد أسفر عن الاستيلاء على قرى متعددة في الجنوب والجنوب الشرقي من تل معروف. في أواخر ديسمبر 2014 استعادت قوات وحدات حماية الشعب السيطرة على بعض القرى الواقعة بالقرب من معبر ربيعة وإلى الجنوب الغربي من المنطقة دعما لقوات البيشمركة التي شنت هجوم سنجار. بحلول نهاية الهجوم في 21 ديسمبر تعرضت بعض القرى التي يحتلها داعش في العراق والشام بالقرب من جازه إلى اعتداءات وحدات حماية الشعب.

## الهجوم
بدأ الهجوم في 21 فبراير 2015 وفي اليوم التالي تقدم الأكراد بسرعة على بعد خمسة كيلومترات من تل حميس بعد أن استولوا على 23 مزرعة وقرية بالقرب من منطقة أبو قصيب. دعمت الولايات المتحدة وحلفائها الدعم الجوي. أيضا بالقرب من الحدود مع العراق استولت وحدات حماية الشعب على قريتين. قصفت قوات البشمركة الكردية في العراق مواقع داعش عبر الحدود بالتنسيق مع وحدات حماية الشعب أثناء تقدمهم. ردا على الهجوم الكردي شن داعش في 23 فبراير هجوما هائلا على مجموعة من القرى على طول الضفة الجنوبية لنهر الخابور حول بلدة تل تمر مستخدمين نحو 3000 مقاتل ودبابات متعددة الاستيلاء على 11 قرية واختطاف 220 مسيحي آشوري بحلول 26 فبراير وفقا إلى المرصد السوري لحقوق الإنسان. ذكرت مصادر محلية أنه تم الاستيلاء على 33-35 قرية واختطاف 287-400 آشوري. قيل أن داعش سيسحب مسلحين من جبهات أخرى في سوريا بما في ذلك الجبهة في حمص لتعزيز هجومهم على تل تمر. تمكن الأكراد من استعادة العديد من القرى ولكن مصير المسيحيين لا يزال مجهولا. أفيد أيضا بأن أبو عمر الشيشاني القائد الميداني لقوات داعش في سوريا كان يقود الهجوم على تل تمر.
في 23 فبراير استولت وحدات حماية الشعب على تل براك خلال غارة قبل الفجر في 25 فبراير قامت وحدات حماية الشعب بقطع الطريق بين تل حميس والهول الذي كان خط إمداد داعش الرئيسي من العراق. بحلول 27 فبراير تمكن المقاتلون الأكراد من الاستيلاء على 103 قرى ونجوع حول بلدة تل حميس فضلا عن تل حميس نفسه. في 1 مارس أفيد بأن المقاتلين الأكراد أحرقوا عددا من المنازل التي تنتمي إلى مقاتلي داعش في اثنتي عشرة قرية عربية حول تل حميس استعادتهم من داعش. في 28 فبراير أعدم داعش 15 مسيحي آشوري منهم 14 مقاتل. هناك 13 مقاتل مسيحي كانوا محتجزين.
بحلول 28 فبراير منذ بدء الهجوم أسفر القتال عن مقتل ما لا يقل عن 175-211 من مقاتلي داعش و75 من المقاتلين الأكراد والمتحالفين. في الفترة التي أعقبت الهجوم بين 21 فبراير و1 مارس أجرى التحالف بقيادة الولايات المتحدة 24 غارة جوية وضرب 18 وحدة تكتيكية تابعة لداعش ودمر سبع مركبات تابعة لداعش.
يقال أن القوات الكردية تخطط لبناء ما أحرزته من تقدم والاستيلاء على تل أبيض مما يربط بين مقاطعة الكوباني ومقاطعة الجزيرة.
في الوقت نفسه وفي نفس اليوم الذي استولى فيه الأكراد على تل حميس شنت قوات الحكومة السورية هجوما خاصا بها ضد داعش وبحلول 2 مارس استولت على 23-31 قرية بهدفها النهائي هو السيطرة على الطريق الرئيسي الذي يربط بين عاصمة إقليم الحسكة إلى مدينة القامشلي. ذكر تقرير آخر أن عدد القرى التي تم الاستيلاء عليها يبلغ 33 قرية. تم ضبط 13 قرية خلال 24 ساعة من بدء الهجوم. في الوقت نفسه تواصل قوات التحالف الكردية-العربية محاربة داعش خارج تل تمر.
بحلول 3 مارس أطلق داعش 24 من المسيحيين المختطفين بعد دفع الفدية.
في 4 مارس تقدمت قوات الحكومة السورية أكثر فاستولت على عدة قرى في حين واصل داعش قصف المقاتلين الأكراد بالقرب من تل تمر. بعد الخسائر التي عانت منها الأيام السابقة انسحبت قوات داعش باتجاه منطقتي الهول والشدادي.
في 6 مارس تقدم الجيش السوري إلى الطريق السريع 7 على بعد 15-20 كيلومترا من تل براك وتوقف. أفيد أيضا بأن اشتباكات عنيفة بين داعش وحزب الشعب قد اندلعت إلى الشرق من مدينة الحسكة حيث كان داعش يحاول منع القوات الكردية من الوصول إلى أحد آخر معاقله المتبقية في الهول. أسفرت الاشتباكات في الفترة من 5 إلى 6 مارس عن مقتل 11 من مقاتلي وحدات حماية الشعب.
في 7 مارس شن داعش هجوما واسع النطاق على قرى حول تل تمر خوفا من أن يستخدم مسلحو داعش الآشوريين المختطفين كدروع بشرية. بدأ الهجوم حول الفجر واستهدف ثلاث قرى على الأقل على الضفة الشمالية لنهر الخابور بهدف داعش للاستيلاء على تل تمر وتأمين ممر إلى الحدود العراقية. في اليوم التالي تقدم داعش بالقرب من البلدة وتبع ذلك قتال عنيف لكن التعزيزات الكردية وصلت وتمكنوا من صد المسلحين. أوقعت الاشتباكات 40 قتيلا على كلا الجانبين. في الوقت نفسه شن داعش هجوما في محاولة لاستعادة عدة قرى بين تل براك والهول وتم صده أيضا مع قيام وحدات حماية الشعب بقتل 67 من مقاتلي داعش. في الوقت نفسه تقدمت القوات الحكومية السورية أكثر من ذلك واستولت على خمس إلى تسع قرى.
عند هذه النقطة بين المقاتلين الأكراد الذين قتلوا في الهجوم كان هناك ثلاثة أجانب أيضا: أسترالي وبريطاني ومتطوع ألماني.
في 10 مارس أعلنت وحدات حماية الشعب أن حملتها انتهت بنجاح بعد تأمين مقاطعة الجزيرة. لكن في نفس اليوم شن داعش هجوما مفاجئا على تل خانزير على بعد حوالي 30 كيلومترا غرب رأس العين بالقرب من الحدود التركية في غرب الحسكة واستولت على البلدة مع العديد من القرى الأخرى. أفيد بأن داعش قد نشر مئات من الشيشانيين أصحاب الخبرة في المعارك من كتيبة خوراسان لتنفيذ الهجوم. كما اندلعت اشتباكات عنيفة في مناجير وحولها إلى الغرب من تل تمر حيث سعى داعش إلى الضرب شمالا. داعش شن الهجوم لمنع القوات الكردية من الوصول إلى معاقلها للهول من خلال احتلال الأكراد على جبهات متعددة ومحاولة الاستيلاء على معبر آخر مع تركيا وخوفا من أن يستخدم الأكراد رأس العين كقاعدة للسيطرة على تل أبيض وربط الكوباني ومقاطعة الجزيرة. كما أراد داعش السيطرة على رأس العين وتل تمر للسيطرة على طرق رئيسية إضافية تربط مدينة الموصل العراقية التي يحتلها داعش بإقليم داعش في شمال شرق سورية.
في 12 مارس تمكن الأكراد من صد تقدم داعش في رأس العين مما أسفر عن سقوط عشرات الضحايا من الجانبين. ومع ذلك تقدم داعش نحو تل تمر واستولت على قرية تل نصري فأصاب المسلحين إلى مسافة 500 متر من البلدة. القتال بالقرب من تل تامر غادر 22 قتيلا و18 مقاتلا جهاديا. بعد يومين استعاد الأكراد قرية تل ماغاس بالقرب من تل تمر ولكن وفقا لتقرير آخر تمكن داعش من الاستيلاء على عدد آخر من القرى وعبر نهر الخابور في المنطقة الواقعة شمال غرب تل تمر مباشرة. طالبت وحدات حماية الشعب بمزيد من الغارات الجوية للتحالف في المنطقة نظرا لأن داعش ينشر المزيد من التعزيزات في حين لم يقم التحالف بقيادة الولايات المتحدة بأي غارات جوية بالقرب من تل تمر منذ 10 مارس. بحلول هذه النقطة منذ بدء الهجوم المضاد لداعش في 10 مارس خلفت الاشتباكات في منطقتي تل تمر وخيل خنزير ما لا يقل عن 105 من مقاتلي داعش و63 من مقاتلي وحدات حماية الشعب القتلى. في 13 مارس استأنف التحالف بقيادة الولايات المتحدة الضربات الجوية في المنطقة.
في 16 مارس تقدمت وحدات حماية الشعب ببعض مواقع داعش في الريف حول تل تمر. في نفس اليوم وصل 100 من مقاتلي حزب الله اللبناني إلى رأس العين من القامشلي لدعم القوات الكردية وفقا لاتحاد شباب الحسكة المؤيد للمعارضة وسرعان ما أرسلوا إلى ساحة المعركة حيث تم تجهيزهم بالزي الرسمي الكردستاني. في اليوم التالي ذكرت وكالة أنباء فارس الإيرانية أن الجيش السوري تقدم واستولى على بلدة ملاحة فضلا عن المناطق الزراعية المحيطة بها.

## فيما بعد
في الفترة من 18 إلى 19 مارس ضربت الغارات الجوية التي تقودها الولايات المتحدة 3 وحدات تكتيكية وموقع قتال ونفق لداعش في المنطقة.
في 20 مارس قتل وجرح أكثر من 100 شخص عندما فجر مسلح لداعش نفسه في احتفال أقامه الأكراد بمناسبة عيد النوروز في حي المفتي بمدينة الحسكة بالإضافة إلى انفجار عبوات ناسفة في احتفال آخر في المدينة.
خلال الأيام القليلة القادمة اندلعت اشتباكات بالقرب من تل خانزير وتل ترك وتل تمر مما أسفر عن مقتل العشرات من مقاتلي داعش بينما قصفت المقاتلات مواقع داعش في مدينة الشدادي.
في 30 مارس أفيد بأن قوات الدفاع الوطني استولت على 33 قرية بالقرب من قرية تل براك في ريف الحسكة بعد اشتباكات عنيفة مع مقاتلي داعش في 28 و29 مارس. في اليوم نفسه أصدر القائد الكردي جيوان إبراهيم رئيس قوات الآسايش الكردية في الحسكة تحذيرا للمدنيين في مدينتي تل براك وتل حميس اللتين تم استعادتهما مؤخرا فيما يتعلق بقوات الحكومة السورية في المنطقة: «لشعبنا في تل براك وتيل حميس والنظام البعثي (نظام الأسد) في القامشلي والحسكة ينشرون أخبارا لا أساس لها من أن السيطرة الكاملة على المدينتين وسلمتهم إلى القوات الكردية. ومع ذلك فقد حارب الأكراد ضد الجماعة المتطرفة من داعش وأجبر المسلحين على الانسحاب من المدن والأكراد مع القوات العربية المتحالفة معهم هم الذين يحمون هذه المدن. لم تشترك ميليشيات النظام في القتال ضد داعش ولن تقدم أي مساعدة أمنية للمدنيين».
في 3 أبريل أفادت التقارير أن داعش فقد 21 قرية أخرى للقوات الحكومية السورية إلى الجنوب من القامشلي.